# Bormujos
Bormujos és una localitat de la província de Sevilla, Andalusia, Espanya. L'any 2006 tenia 15.741 habitants. La seva extensió superficial és de 12 km² i té una densitat de 1215,4 hab/km². Les seves coordenades geogràfiques són 37° 22′ N, 6° 04′ O. Està situada a una altitud de 98 metres i a 8 kilòmetres de la capital de la província, Sevilla.

## Demografia
| 1998  | 1999  | 2000  | 2001   | 2002   | 2003   | 2004   | 2005   | 2006   | 2007   |
| ----- | ----- | ----- | ------ | ------ | ------ | ------ | ------ | ------ | ------ |
| 7.521 | 8.223 | 9.462 | 10.400 | 11.534 | 12.641 | 13.492 | 14.585 | 15.741 | 16.548 |